# Saissetia hurae
Saissetia hurae är en insektsart som först beskrevs av Robert Newstead 1917.  Saissetia hurae ingår i släktet Saissetia och familjen skålsköldlöss.
Artens utbredningsområde är Guyana. Inga underarter finns listade i Catalogue of Life.